# Phaenoserphus viator
Phaenoserphus viator är en stekelart som först beskrevs av Alexander Henry Haliday 1839.  Phaenoserphus viator ingår i släktet Phaenoserphus, och familjen svartsteklar. Arten är reproducerande i Sverige.